# Florin Nicolae Oancea
Nicolae-Florin Oancea (n. 17 ianuarie 1968, Călan, România) este un politician român, membru al Partidului Național Liberal și fostul primar al municipiului Deva.

## Studii și carieră
Oancea s-a născut în Călan, județul Hunedoara, oraș în care a urmat școala generală și liceul. A făcut stagiul militar la Sibiu, după care a absolvit Facultatea de Științe Economice, specializarea Finanțe Contabilitate din cadrul Universității Babeș-Bolyai din Cluj-Napoca, în anul 1993. În același an s-a stabilit în Deva unde a lucrat la banca privată Dacia Felix ca Inspector Credite (1993–1996) și la Banca Transilvania ca Inspector Credite, iar mai apoi ca Șef Serviciu Credite (1996–2001).
În anul 1998, Oancea s-a alăturat Partidului Național Liberal (PNL). În anul 2000, a fost ales consilier local pe listele PNL Deva, pentru mandatul 2000–2004. Între anii 2004 și 2010 a deținut funcția de viceprimar al Devei. În această perioadă, în anul 2006, Oancea a fost exmatriculat de la programul de masterat organizat de Universitatea de Vest „Vasile Goldiș” din Arad și amendat cu 1,000 de lei, după ce s-a demonstrat că și-a trimis șoferul să susțină un examen în locul lui. Unsprezece ani mai târziu, Oancea a numit acest incident „o copilărie” și „un eveniment asumat”.
În 2012, a candidat ca independent pentru postul de primar al Devei, iar în 2016 ca membru al Alianței Liberalilor și Democraților pentru Europa (ALDE), însă nu a fost ales. În urma alegerilor locale parțiale din 2017, a fost ales primar al Devei, ca reprezentant PNL. Acesta a obținut 42,15% din numărul de voturi.

## Viață personală
Oancea s-a căsătorit în anul 2000 și are doi copii.
Pe 14 martie, în timpul pandemiei de coronavirus din 2020 de pe teritoriul României, Oancea a fost infectat cu virusul SARS-CoV-2. Acesta a intrat în contact cu virusul în urma unei ședințe a Biroului Național Politic al PNL de pe 9 martie, unde a fost prezent și senatorul Vergil Chițac, un alt purtător al virusului. Atât Oancea cât și fiica sa, Laura, de asemenea infectată, au fost internați la Spitalul „Victor Babeș” din Timișoara și externați pe 21 martie, după ce un al doilea test pentru COVID-19 a ieșit negativ.